# Momenterzeugende Funktion
Die momenterzeugende Funktion ist eine Funktion, die in der Wahrscheinlichkeitstheorie einer Zufallsvariablen zugeordnet wird. In vielen Fällen ist diese Funktion in einer Umgebung des Nullpunktes in den reellen bzw. komplexen Zahlen definiert und kann dann mittels Ableitung zur Berechnung der Momente der Zufallsvariablen verwendet werden, woraus sich ihr Name erklärt.

## Definition
Die momenterzeugende Funktion einer Zufallsvariablen {\displaystyle X} ist definiert durch
{\displaystyle M_{X}(t):=E\left(e^{tX}\right)},
wobei für {\displaystyle t} reelle Zahlen eingesetzt werden können, sofern der Erwartungswert auf der rechten Seite existiert. Dieser Ausdruck ist mindestens für {\displaystyle t=0} definiert. In vielen Fällen, siehe unten, ist diese Funktion in einer Umgebung von 0 definiert, und kann dann wie folgt in eine Potenzreihe entwickelt werden:
{\displaystyle M_{X}(t)=E\left(\sum _{n=0}^{\infty }{\frac {(tX)^{n}}{n!}}\right)=\sum _{n=0}^{\infty }{\frac {t^{n}}{n!}}E(X^{n})=\sum _{n=0}^{\infty }{\frac {t^{n}}{n!}}m_{X}^{n}}.
Dabei gilt {\displaystyle 0^{0}:=1} und die {\displaystyle m_{X}^{n}=E(X^{n})} sind die Momente von {\displaystyle X}.
Die momenterzeugende Funktion hängt nur von der Verteilung von {\displaystyle X} ab. Wenn die momenterzeugende Funktion einer Verteilung in einer Umgebung von 0 existiert, so sagt man, etwas unpräzise aber allgemein gebräuchlich, die Verteilung habe eine momenterzeugende Funktion. Existiert {\displaystyle M_{X}(t)} nur für {\displaystyle t=0}, so sagt man entsprechend, dass die Verteilung keine momenterzeugende Funktion habe.

## Stetige Wahrscheinlichkeitsverteilungen
Falls {\displaystyle X} eine stetige Wahrscheinlichkeitsdichte {\displaystyle f} hat, kann man obigen Erwartungswert mittels dieser Dichte schreiben und erhält für die momenterzeugende Funktion
{\displaystyle M_{X}(t)=\int _{-\infty }^{\infty }e^{tx}f(x)\,\mathrm {d} x}
{\displaystyle =\int _{-\infty }^{\infty }\left(1+tx+{\frac {t^{2}}{2!}}x^{2}+\dotsb \right)f(x)\,\mathrm {d} x}
{\displaystyle =1+tm_{X}^{1}+{\frac {t^{2}}{2!}}m_{X}^{2}+\dotsb }
Dabei ist {\displaystyle m_{X}^{k}} das {\displaystyle k}-te Moment von {\displaystyle X}. Der Ausdruck {\displaystyle M_{X}\left(-t\right)} ist also gerade die zweiseitige Laplacetransformation des durch {\displaystyle X} festgelegten Wahrscheinlichkeitsmaßes.

## Bemerkungen

### Ursprung des Begriffs der momenterzeugenden Funktion
Die Bezeichnung momenterzeugend bezieht sich darauf, dass die {\displaystyle k}-te Ableitung von {\displaystyle M_{X}} im Punkt 0 (Null) gleich dem {\displaystyle k}-ten Moment der Zufallsvariablen {\displaystyle X} ist:
{\displaystyle {\frac {\mathrm {d} ^{k}}{\mathrm {d} t^{k}}}M_{X}(t){\biggr \vert }_{t=0}=E(X^{k})=m_{X}^{k}}.
Das liest man direkt an der oben angegebenen Potenzreihe ab. Durch die Angabe aller nicht verschwindenden Momente ist jede Wahrscheinlichkeitsverteilung vollständig festgelegt, falls die momenterzeugende Funktion auf einem offenen Intervall {\displaystyle (-\varepsilon ,\varepsilon )} existiert {\displaystyle (\varepsilon >0)}.
Die erste Erwähnung des Begriffs momenterzeugende Funktion scheint französischsprachig (la fonction génératrice des moments) im Jahr 1925 durch V. Romanovsky erfolgt zu sein.  Im englischen Sprachraum wird die erste Verwendung des Begriffs moment generating function Ronald A. Fisher im Jahr 1929 zugeschrieben.

### Zusammenhang mit der charakteristischen Funktion
Die momenterzeugende Funktion steht in engem Zusammenhang mit der charakteristischen Funktion {\displaystyle \varphi _{X}(t)=E\left(e^{\mathrm {i} tX}\right)}. Es gilt {\displaystyle \varphi _{X}(t)=M_{iX}(t)=M_{X}(\mathrm {i} t)}, falls die momenterzeugende Funktion existiert. Im Gegensatz zur momenterzeugenden Funktion existiert die charakteristische Funktion für beliebige Zufallsvariablen.

### Zusammenhang mit der wahrscheinlichkeitserzeugenden Funktion
Des Weiteren besteht noch ein Zusammenhang zur wahrscheinlichkeitserzeugenden Funktion. Diese ist jedoch nur für {\displaystyle \mathbb {N} _{0}}-wertige Zufallsvariablen definiert und zwar als {\displaystyle m_{X}(t)=\operatorname {E} (t^{X})}. Damit gilt {\displaystyle m_{X}(e^{t})=M_{X}(t)} für diskrete Zufallsvariablen.

### Zusammenhang mit der kumulantenerzeugenden Funktion
Die kumulantenerzeugende Funktion wird als natürlicher Logarithmus der momenterzeugenden Funktion definiert. Aus ihr wird der Begriff der Kumulante abgeleitet.

### Summen unabhängiger Zufallsvariablen
Die momenterzeugende Funktion einer Summe unabhängiger Zufallsvariablen ist das Produkt ihrer momenterzeugenden Funktionen: Sind {\displaystyle X_{1},\dotsc ,X_{n}} unabhängig, dann gilt für {\displaystyle Y=X_{1}+\dotsb +X_{n}}
{\displaystyle M_{Y}(t)=E(e^{tY})=E(e^{tX_{1}+\ldots +tX_{n}})=E(e^{tX_{1}}\cdots e^{tX_{n}})=E(e^{tX_{1}})\cdots E(e^{tX_{n}})=M_{X_{1}}(t)\cdots M_{X_{n}}(t)},
wobei beim vorletzten Gleichheitszeichen verwendet wurde, dass der Erwartungswert eines Produktes unabhängiger Zufallsvariablen gleich dem Produkt ihrer Erwartungswerte ist.

### Linear-affine Transformationen
Ist {\displaystyle X} eine Zufallsvariable mit momenterzeugender Funktion {\displaystyle M_{X}}, so hat die transformierte Zufallsvariable {\displaystyle a+bX} mit {\displaystyle a,b\in \mathbb {R} } die momenterzeugende Funktion {\displaystyle M_{a+bX}} mit
{\displaystyle M_{a+bX}(t)=e^{at}M_{X}(bt).}

### Eindeutigkeitseigenschaft
Ist die momenterzeugende Funktion einer Zufallsvariablen {\displaystyle X} in einer Umgebung von {\displaystyle 0} endlich, so bestimmt sie die Verteilung von {\displaystyle X} eindeutig.
Seien {\displaystyle X} und {\displaystyle Y} zwei Zufallsvariablen mit momenterzeugenden Funktionen {\displaystyle M_{X}} und {\displaystyle M_{Y}} derart, dass es ein {\displaystyle \varepsilon >0} gibt mit {\displaystyle M_{X}(s),M_{Y}(s)<\infty } für alle {\displaystyle s\in (-\varepsilon ,\varepsilon )}. Dann gilt {\displaystyle P_{X}=P_{Y}} genau dann, wenn {\displaystyle M_{X}(s)=M_{Y}(s)} für alle {\displaystyle s\in (-\varepsilon ,\varepsilon )} gilt.

### Konvexität
Jede momenterzeugende Funktion ist konvex. Sie ist sogar strikt konvex, wenn {\displaystyle X\neq 0}.

## Beispiele
Für viele Verteilungen kann man die momenterzeugende Funktion direkt angeben:
| Verteilung                                                      | Momenterzeugende Funktion MX(t)                                                                                        |
| --------------------------------------------------------------- | --- |
| Bernoulli-Verteilung {\displaystyle \mathrm {B} (p)}            | {\displaystyle M_{X}(t)=1-p+pe^{t}}                                                                                    |
| Betaverteilung {\displaystyle \mathrm {B} (a,b,p,q)}            | {\displaystyle M_{X}(t)=1+\sum _{n=1}^{\infty }\left(\prod _{k=0}^{n-1}{\frac {a+k}{a+b+k}}\right){\frac {t^{n}}{n!}}} |
| Binomialverteilung {\displaystyle \mathrm {B} (p,n)}            | {\displaystyle M_{X}(t)=(1-p+pe^{t})^{n}}                                                                              |
| Cauchy-Verteilung                                               | Die Cauchy-Verteilung hat keine momenterzeugende Funktion.                                                             |
| Chi-Quadrat-Verteilung {\displaystyle \chi _{n}^{2}}            | {\displaystyle M_{X}(t)={\frac {1}{(1-2t)^{n/2}}}}                                                                     |
| Erlang-Verteilung {\displaystyle \mathrm {Erlang} (\lambda ,n)} | {\displaystyle M_{X}(t)=\left({\frac {\lambda }{\lambda -t}}\right)^{n}} für {\displaystyle t<\lambda }                |
| Exponentialverteilung {\displaystyle \mathrm {Exp} (\lambda )}  | {\displaystyle M_{X}(t)={\frac {\lambda }{\lambda -t}}} für {\displaystyle t<\lambda }                                 |
| Gammaverteilung {\displaystyle \gamma (p,b)}                    | {\displaystyle M_{X}(t)=\left({\frac {b}{b-t}}\right)^{p}}                                                             |
| Geometrische Verteilung mit Parameter {\displaystyle p}         | {\displaystyle M_{X}(t)={\frac {pe^{t}}{1-(1-p)e^{t}}}}                                                                |
| Gleichverteilung über {\displaystyle [0,a]}                     | {\displaystyle M_{X}(t)={\frac {e^{ta}-1}{ta}}}                                                                        |
| Laplace-Verteilung mit Parametern {\displaystyle \mu ,\sigma }  | {\displaystyle M_{X}(t)={\frac {e^{\mu t}}{1-\sigma ^{2}t^{2}}}}                                                       |
| Negative Binomialverteilung {\displaystyle \mathrm {NB} (r,p)}  | {\displaystyle M_{X}(t)=\left({\frac {pe^{t}}{1-(1-p)e^{t}}}\right)^{r}} für {\displaystyle t<\|\ln(1-p)\|}            |
| Normalverteilung {\displaystyle \mathrm {N} (\mu ,\sigma ^{2})} | {\displaystyle M_{X}(t)=\exp {\left(\mu t+{\frac {\sigma ^{2}t^{2}}{2}}\right)}}                                       |
| Poisson-Verteilung mit Parameter {\displaystyle \lambda }       | {\displaystyle M_{X}(t)=\exp(\lambda (e^{t}-1))}                                                                       |

## Verallgemeinerung auf mehrdimensionale Zufallsvariablen
Die momenterzeugende Funktion lässt sich auf {\displaystyle \ell }-dimensionale reelle Zufallsvektoren {\displaystyle \mathbf {X} =(X_{1},\dots ,X_{\ell })} wie folgt erweitern:
{\displaystyle M_{\mathbf {X} }(\mathbf {t} )=M_{\mathbf {X} }(t_{1},\dots ,t_{l})=\operatorname {E} (e^{\langle \mathbf {t} ,\mathbf {X} \rangle })=\operatorname {E} \left(\prod _{j=1}^{\ell }e^{t_{j}X_{j}}\right)},
wobei {\displaystyle \langle \mathbf {t} ,\mathbf {X} \rangle =\sum \limits _{j=1}^{\ell }t_{j}X_{j}} das Standardskalarprodukt bezeichnet.
Wenn die Komponenten des Zufallsvektors paarweise voneinander unabhängig sind, dann ergibt sich die momenterzeugende Funktion als Produkt aus den momentgenerierenden Funktionen von eindimensionalen Zufallsvariablen:
{\displaystyle M_{\mathbf {X} }(t_{1},\dots ,t_{l})=\operatorname {E} (e^{\langle \mathbf {t} ,\mathbf {X} \rangle })=\prod _{j=1}^{\ell }\operatorname {E} \left(e^{t_{j}X_{j}}\right)=\prod _{j=1}^{\ell }M_{X_{j}}(t_{j})}.